# Wolfgang Schetelich

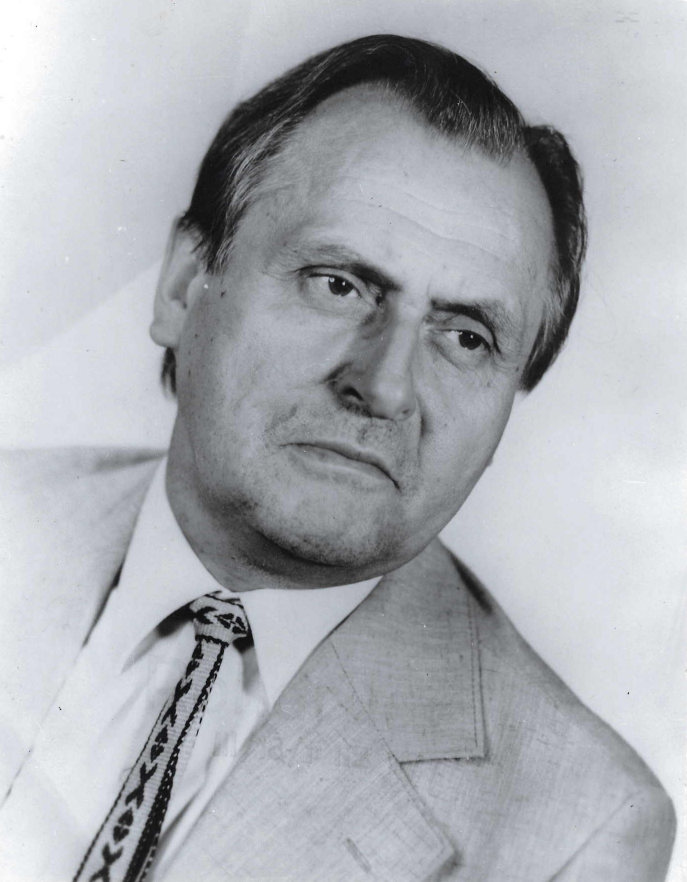
Wolfgang Schetelich (1983)

Wolfgang Schetelich (* 3. Juli 1919 in Dresden; † 16. November 1985 in Leipzig) war ein deutscher Organist.

## Leben
Schetelich studierte von 1935 bis 1938 Orgel an der  Dresdner Musikhochschule u. a. bei Hanns Ander-Donath und danach bei Karl Straube und Günther Ramin am Landeskonservatorium der Musik zu Leipzig. Von 1936 bis 1939 war er in Dresden als Hilfskantor und Chorpräfekt an der Lukaskirche tätig.
Nach dem Zweiten Weltkrieg ging er nach Leipzig und war dort von 1948 bis 1950 Organist und Kantor an der Heilandskirche in Plagwitz. Ab 1947 war Schetelich Dozent für Orgelkunde und ab 1969 Leiter der Fachrichtung Orgel an der Leipziger Musikhochschule, 1981 wurde er schließlich zum Professor berufen. Zu seinen bekanntesten Schülern zählen Matthias Eisenberg und Michael Schönheit.
Schetelich beschäftigte sich vor allem mit dem Orgelwerk von Johann Sebastian Bach. Er machte sich auch als Experte für Orgelbau und Orgelrestaurierungen einen Namen.
Er war mit der Indologin Maria Schetelich verheiratet.